# Chaetopleura sowerbiana
Chaetopleura sowerbiana is een keverslakkensoort uit de familie van de Chaetopleuridae. De wetenschappelijke naam van de soort is voor het eerst geldig gepubliceerd in 1847 door Reeve.